# Ovidiu Silaghi
Ovidiu Ioan Silaghi (Satu Mare, 12 dicembre 1962) è un politico rumeno, membro del Partito Nazionale Liberale (PNL), è Ministro delle piccole e medie imprese nel Governo Tăriceanu II dal 5 aprile 2007 al 22 dicembre 2008.
Il 7 maggio 2012 è stato nominato Ministro dei trasporti dal governo Ponta I, carica che ricoprerà fino al 21 dicembre 2012.

## Biografia
Nato a Satu Mare, Silaghi si è laureato in ingegneria meccanica all'Università Transilvana di Braşov (1987), e più tardi (2004) ha conseguito un master in amministrazione pubblica presso l'Università Vasile Goldiş di Arad. Dal momento della sua laurea fino al 1990 (dopo la Rivoluzione rumena), ha lavorato come ingegnere nella sua città natale, e poco dopo ha aperto la sua impresa privata. Nel 1999-2004, è stato presidente della Camera di commercio, industria e agricoltura di Satu Mare.
Silaghi è entrato a far parte del PNL nel 1990 ed è stato presidente della sua sezione dell'ala giovanile a Satu Mare fino al 1996, mentre era vice presidente della sezione locale principale. Ha ricoperto altre posizioni dirigenziali fino al 2000, diventando infine presidente della sezione PNL nel 2001-2004 e delegato all'organo di direzione centrale nel 2002-2004. Tra il 2000 e il 2004, Silaghi è stato anche membro del consiglio comunale di Satu Mare.
Nelle elezioni del 2004, Silaghi è stato eletto alla Camera dei deputati per il distretto di Satu Mare, si èseduto nel comitato per il bilancio, le finanze e le banche (fino a settembre 2005), il comitato per le tecnologie dell'informazione e le comunicazioni (dopo il settembre 2005) e il Comitato per le industrie e i servizi (dopo il febbraio 2007).
È diventato osservatore al Parlamento europeo nel settembre 2005. Il 1º gennaio 2007 è diventato membro del Parlamento europeo per il PNL e ha aderito al gruppo dell'ALDE.
Il 7 maggio 2012 è stato nominato Ministro dei Trasporti dal governo Ponta I.
Silaghi è sposato e ha due figli.

## Controversie
Ovidiu Silaghi è accusato dalla DNA di reati di corruzione commessi con suo cognato Adrian Ştef (PLR), presidente di SJ Marec e Mircea Govor (PSD), vicepresidente della stessa istituzione.
L'8 novembre 2014, insieme ad Adrian Ştef e Mircea Govor, ha accompagnato l'arcivescovo Iustin Hodea al servizio di Corund, dove ha fatto propaganda elettorale a favore di Victor Ponta (PSD).